# Nazionale maschile under 17 di calcio dell'India
La nazionale di calcio indiana Under-17 è la rappresentativa calcistica Under-17 dell'India ed è posta sotto l'egida dell'All India Football Federation